# Draba hammenii
Draba hammenii är en korsblommig växtart som beskrevs av José Cuatrecasas och Cleef. Draba hammenii ingår i släktet drabor, och familjen korsblommiga växter. Inga underarter finns listade i Catalogue of Life.